# 洛社镇
洛社镇是无锡市惠山区所辖的一个镇，位于无锡市西北侧，是惠山区“一区四组团”中最大的一个组团，无锡市主城区西侧的卫星城。面积93.45平方公里，总人口约15万（其中常住人口11.5万）。2019年中国百强乡镇第49名。

## 行政区划
现洛社镇为2004年2月由原洛社镇、杨市镇、石塘湾镇三镇合并而成，下辖32个行政村、5个社区居委：
六龙社区、徐贵桥社区、钱巷社区、石塘湾社区、杨市社区、雅西社区、绿化村、双庙村、华圻村、花苑村、正明村、红明村、张镇桥村、新开河村、万马村、梅泾村、陡门村、天授村、秦巷村、五秦村、杨西园村、保健村、镇北村、润杨村和福山村。

## 交通
洛社镇距无锡市区约12公里，主要交通有京杭大运河、 312国道、京沪铁路、新长铁路、 京沪高速、 沪宜高速，水陆交通便利。